# Екпинды
Екпинды (каз. Екпінді) — село в Илийском районе Алматинской области Казахстана. Входит в состав Междуреченского сельского округа. Расположено на правом берегу реки Чемолган (Шамалган), непосредственно к востоку от села Междуреченское. Код КАТО — 196849200.

## Население
В 1999 году население села составляло 1885 человек (920 мужчин и 965 женщин). По данным переписи 2009 года, в селе проживало 2012 человек (958 мужчин и 1054 женщины).